# Cambrai
Cambrai (/kɑ̃ˈbʁɛ/; in piccardo Kimbré; in olandese Kamerijk) è un comune francese di 31 559 abitanti, nella sottoprefettura del dipartimento del Nord, nella regione dell'Alta Francia. La città è capoluogo della regione del Cambrésis.
Cambrai è il centro dell'area urbana omonima che conta in tutto 47 138 abitanti, qualificandosi così come il 7° centro urbano più popoloso del dipartimento. Con Lilla e i villaggi del Bacino minerario Nord-Pas de Calais è parte dell'area metropolitana di Lilla che comprende un totale di 3,8 milioni di abitanti.
Dal crollo dell'Impero romano, Cambrai rimpiazzò Bavay come "capitale" delle terre dei Nervi. Al principio dell'era merovingia, Cambrai divenne sede di un'immensa arcidiocesi che copriva tutta la riva destra del fiume Schelda ed era il centro di un principato ecclesiastico, coincidente grossomodo con i confini del Brabante, includendo quindi la parte centrale dei Paesi Bassi. Il vescovato aveva dei poteri secolari limitati in quanto dipendeva dal Sacro Romano Impero e tale rimase sino alla sua annessione alla Francia nel 1678. Fénelon, soprannominato il "Cigno di Cambrai", fu uno dei più noti arcivescovi di questa sede.
Nel corso del XVI secolo, dalla città prese il nome la Lega di Cambrai.
Le fertili terre attorno alla città consentirono la diffusione dell'industria tessile e diedero prosperità al borgo durante il periodo medievale, ma con l'arrivo dell'industrializzazione cedette il passo al vicino Nord-Passo di Calais.
Cambrai fu il quartier generale del Duca di Wellington durante l'occupazione inglese dell'area dal 1815 al 1818. Occupata ed in parte distrutta dall'esercito tedesco durante la prima guerra mondiale, in città si combatté la Battaglia di Cambrai (20 novembre 1917-3 dicembre 1917) dove una serie di carri armati vennero utilizzati per la prima volta. Una seconda Battaglia di Cambrai ebbe luogo tra l'8 ed il 10 ottobre 1918 come parte dell'Offensiva dei Cento Giorni. Dopo la seconda guerra mondiale la città venne rapidamente ricostruita e seppe sviluppare economia e popolazione, stroncata improvvisamente dalla crisi petrolifera del 1973.
Cambrai attualmente è una città altamente vivibile e, malgrado le distruzioni del passato, mantiene un ricco patrimonio storico-monumentale. I suoi abitanti sono chiamati in francese Cambrésiens.

## Geografia

### Il territorio

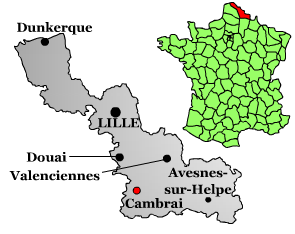
Situazione geografica di Cambrai nel dipartimento del Nord.

La città di Cambrai è collocata nella parte meridionale del Dipartimento del Nord, di cui è capoluogo dell'arrondissement. Essa appartiene ad una fitta rete di città importanti che distano tra loro poche decine di chilometri: Douai è a 24 km, Valenciennes a 29 km, Arras a 36 km e Saint-Quentin a 37 km. La capitale regionale è Lilla e si trova a 52 chilometri di distanza da Cambrai.
Cambrai è inoltre vicina ad altre importanti capitali europee: Bruxelles è a 108 km, Parigi a 160 km e Londra a 280 km.
La città è sorta e si è sviluppata lungo la riva destra del fiume Schelda. Localmente noto come Escaut, il fiume ha origine nel dipartimento dell'Aisne, a circa 20 km di distanza.

### Geologia e orografia

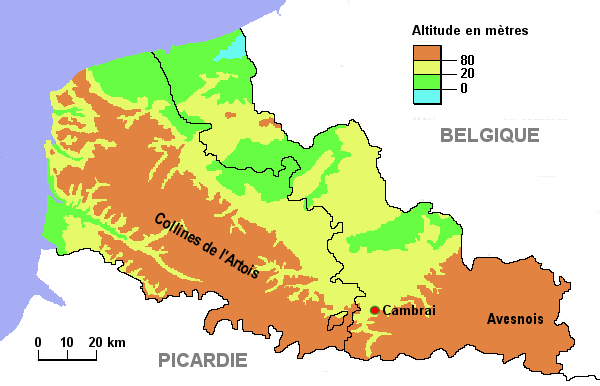
Cambrai nel suo contesto topografico.

Cambrai è collocata su un piano calcareo formatosi nel periodo Cretaceo, che costituisce gran parte della sezione nord del Bacino parigino, posto tra le colline di Thiérache e Avesnois ad est, ai piedi delle Ardenne, e a nordovest le colline dell'Artois. Il punto di Cambrai è relativamente basso rispetto a queste due regioni e viene pertanto chiamato la "soglia di Cambrai" o "soglia di Bapaume", che facilita il passaggio da sud a nord: Bapaume (Artois) si trova a 100 metri sul livello del mare, Avesnes-sur-Helpe (Avesnois) a 143, mentre Cambrai è a soli 41 metri sul livello del mare. Il Canale di San Quintino, il Canal du Nord, l'A1, l'A2 e l'A6 intersecano questo passaggio tra il bacino della Senna e le pianure del dipartimento del nord.
Il sottosuolo calcareo permette, come in molte città medievali, la costruzione di cantine, tunnel e cave sotto il livello della città. La scarsa qualità del calcare di Cambrai è riservato alla produzione della calce o come materiale da riempimento ed è comune nelle costruzioni dell'area. Per le costruzioni più prestigiose veniva invece preferita la pietra proveniente dai vicini villaggi di Noyelles-sur-Escaut, Rumilly o Marcoing.
La città è contornata nella parte ovest, nord e sud, dalle aree alluvionali della Valle dello Scheldt.

### Idrografia

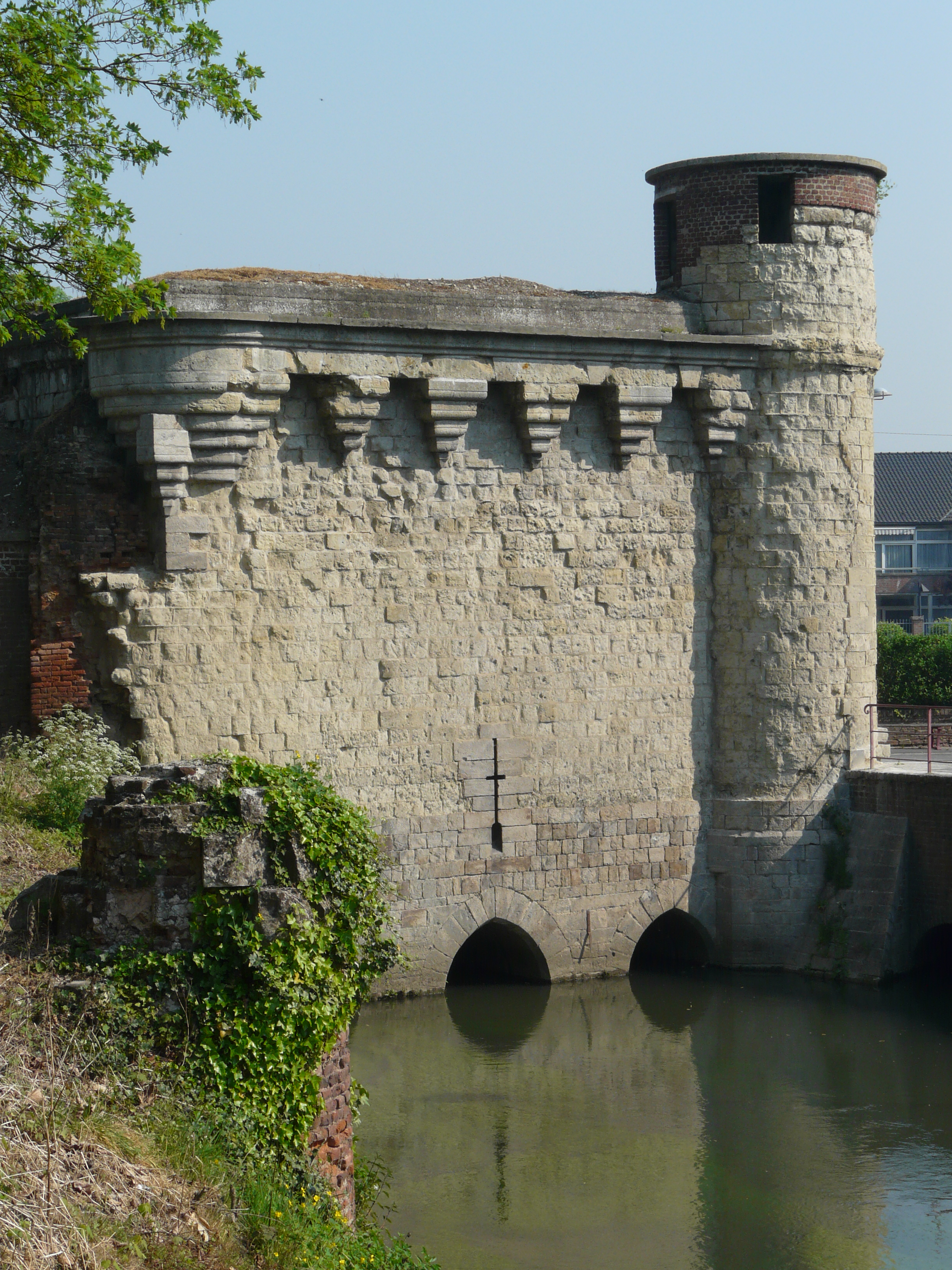
La Torre di Arquets (XIV secolo) controllava l'entrata dello Scheldt in città e le relative difese.

Cambrai è sorta sulla riva destra del fiume Schelda. Il fiume, per quanto di portata modesta nell'area di Cambrai ha giocato un ruolo importante nella storia della città provvedendo a diverse funzioni, tra cui quella di permettere il trasporto di uomini e beni sin dall'antichità. Ad ogni modo, in diversi punti il fiume presenta are acquitrinose. Fu con la scoperta di giacimenti carboniferi ad Anzin nel 1734 che lo Scheldt venne espanso e reso navigabile nel 1780, da Cambrai al Mare del Nord. Lo Scheldt è attualmente incanalato nel Canal de l'Escaut nel passaggio presso Cambrai.
Inoltre, il confine era il confine iniziale tra le diocesi di Tournai sulla riva sinistra e quella di Cambrai sulla riva destra, a partire dal VI secolo. Con la divisione dell'Impero ad opera di Carlo Magno nell'843, questo confine venne mantenuto per dividere i regni di Lotario I e Carlo il Calvo, rendendo così Cambrai una città del Sacro Romano Impero sino al 1677.
Lo Scheldt era inoltre indispensabile per molte attività economiche, come ad esempio la concia delle pelli, il funzionamento dei mulini, la lavorazione del sale e del sapone, come pure la lavorazione del lino, la cui tessitura costituiva una delle attività principali della città.
Infine, il fiume venne usato nel medioevo e poi nuovamente da Vauban, per la difesa della città attraverso la realizzazione di dighe per allagamenti.
Malgrado il suo ruolo importante nella storia della città, lo Scheldt è poco integrato nel paesaggio urbano della città.

### Clima
Il clima di quest'area presenta delle differenze tra aree più alte e aree più basse, con piogge regolari distribuite per tutto l'anno. Il Köppen Climate Classification ha classificato questo clima come Clima costiero marino occidentale/Clima oceanico. Ad ogni modo, la città si trova a 110 km di distanza dalla costa più vicina.
Le precipitazioni presentano dei picchi tra la primavera e l'autunno, con febbraio come mese più secco. In contrasto con l'immagine generalmente piovosa della regione, le precipitazioni annuali a Cambrai sono relativamente poche e si attestano a 643 mm, meno di Tolosa (656 mm) o Nizza (767 mm) che pure si trovano alla medesima altezza sul livello del mare. Ad ogni modo il numero di giorni piovosi (120 di Cambrai contro soli 63 di Nizza) ne conferma il carattere oceanico del clima.
L'escursione termica tra inverno ed estate non supera mai i 15 °C. Se comparata con Parigi, Cambrai presenta temperature fra gli 1,5 e i 2 °C più fredde. Vi sono 71 giorni di nebbia all'anno di media (Paris-Montsouris ne ha 13) 15 di temporale (Paris-Montsouris ne ha 19) e 20 di neve (Paris-Montsouris ne ha 15).
Se si comparano i dati di Cambrai a quelli di altre città come Dunkerque o Boulogne, vi sono temperature più basse, ma con precipitazioni meno violente.
Il record di temperatura a Cambrai è stato raggiunto il 6 agosto 2003 con 38,2 °C
| Mese                        | Gen | Feb | Mar | Apr | Mag | Giu | Lug | Ago | Set | Ott | Nov | Dic | Anno |
| --------------------------- | --- | --- | --- | --- | --- | --- | --- | --- | --- | --- | --- | --- | ---- |
| Temperatura max. media (°C) | 6   | 7   | 11  | 14  | 18  | 21  | 23  | 23  | 19  | 14  | 9   | 5   | 11   |
| Temperatura min. media (°C) | 0   | 0   | 2   | 4   | 8   | 11  | 13  | 13  | 11  | 7   | 3   | 1   | 6    |
| Piogge (mm)                 | 46  | 41  | 53  | 48  | 46  | 71  | 74  | 66  | 56  | 71  | 61  | 66  | 58   |

## Storia

### L'epoca antica

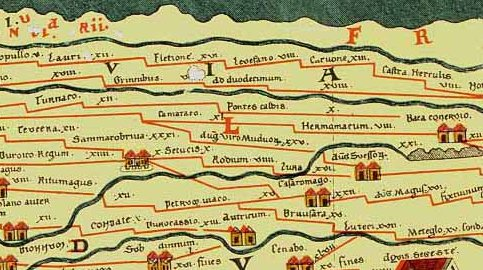
Un estratto della Tavola Peutingeriana che mostra Camaraco (Cambrai) a nordest di Sammarobriva (attuale Amiens).

Poco si sa di certo sulle origini di Cambrai. Camaracum o Camaraco, come era nota presso i romani, viene menzionata per la prima volta dalla Tavola Peutingeriana a metà del IV secolo. Essa divenne il villaggio principale della provincia romana dei Nervi, la cui prima capitale romana era stata a Bagacum, attuale Bavay.
A metà del IV secolo, le continue razzie dei franchi da nord minacciavano Bavay e per questo i romani costruirono dei forti sulla strada tra Bavay e Cambrai, e poi verso Boulogne. Cambrai quindi occupava ora un'importanza strategica fondamentale per la difesa dell'intera area. All'inizio del V secolo il villaggio era divenuto il centro amministrativo dei Nervii rimpiazzando Bavay che venne probabilmente lasciata ai franchi per i loro raid avendo ormai fortificazioni troppo danneggiate e inutili da riparare.
Il cristianesimo giunse nella regione quasi nella medesima epoca. Un vescovo dei Nervii di nome Superior è menzionato già a metà del IV secolo ma null'altro si sa di lui.
Nel 430 i Franchi Sali sotto il comando di Clodio il Capelluto presero la città. Nel 509 Clodoveo I riuscì a unificare i regni franchi facendo piazza pulita dei propri oppositori. Uno di questi era Ragnacardo, che regnava sul piccolo regno di Cambrai.

### Il medioevo
Cambrai iniziò a crescere da mero mercato rurale a vera e propria città al tempo dei Merovingi, un lungo periodo di pace dove i vescovati di Arras e Cambrai vennero dapprima unificati (probabilmente per l'esiguo numero di ecclesiastici dell'epoca) e poi trasferito del tutto a Cambrai, centro amministrativo della regione. Vescovi successivi, tra cui Gaugerico (in francese Géry) fondarono abbazie e chiese per ospitare reliquie che contribuirono ad accrescere la potenza religiosa di Cambrai nonché il suo ruolo come città rilevante nell'area.

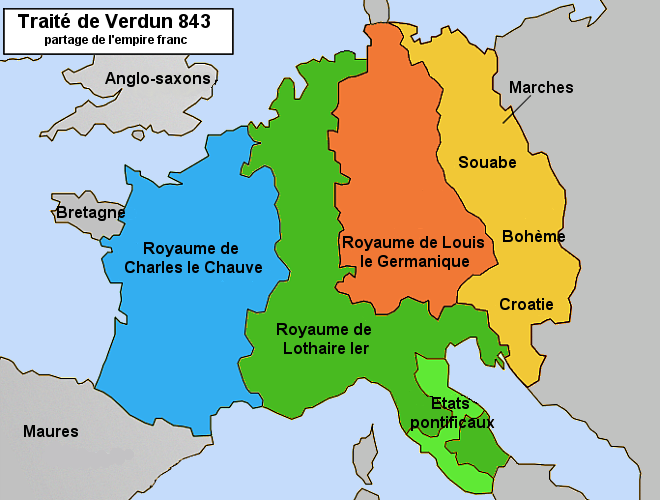
A seguito del Trattato di Verdun, Cambrai si trovò in posizione "mediana" tra il regno di Lotario I e le terre ad ovest di Carlo il Calvo.

Quando il Trattato di Verdun dell'843 divise l'impero di Carlo Magno in tre parti, la contea di Cambrai passò al regno di Lotario. Ad ogni modo, con la morte di Lotario II di Lotaringia, il quale non aveva avuto eredi, re Carlo il Calvo tentò di prendere il controllo del suo regno facendosi incoronare a Metz. Cambrai passò quindi, sebbene per breve tempo, al regno dei franchi occidentali. Nell'870 i villaggi vennero saccheggiati e distrutti dai normanni.
Dal 925 Enrico I di Sassonia ottenne il controllo delle terre di Lotario. Cambrai passò quindi al Sacro Romano Impero in posizione sempre scomoda al confine con la Francia, e tale rimase sino all'annessione da parte della Francia otto secoli dopo quando venne catturata da Luigi XIV nel 1677.

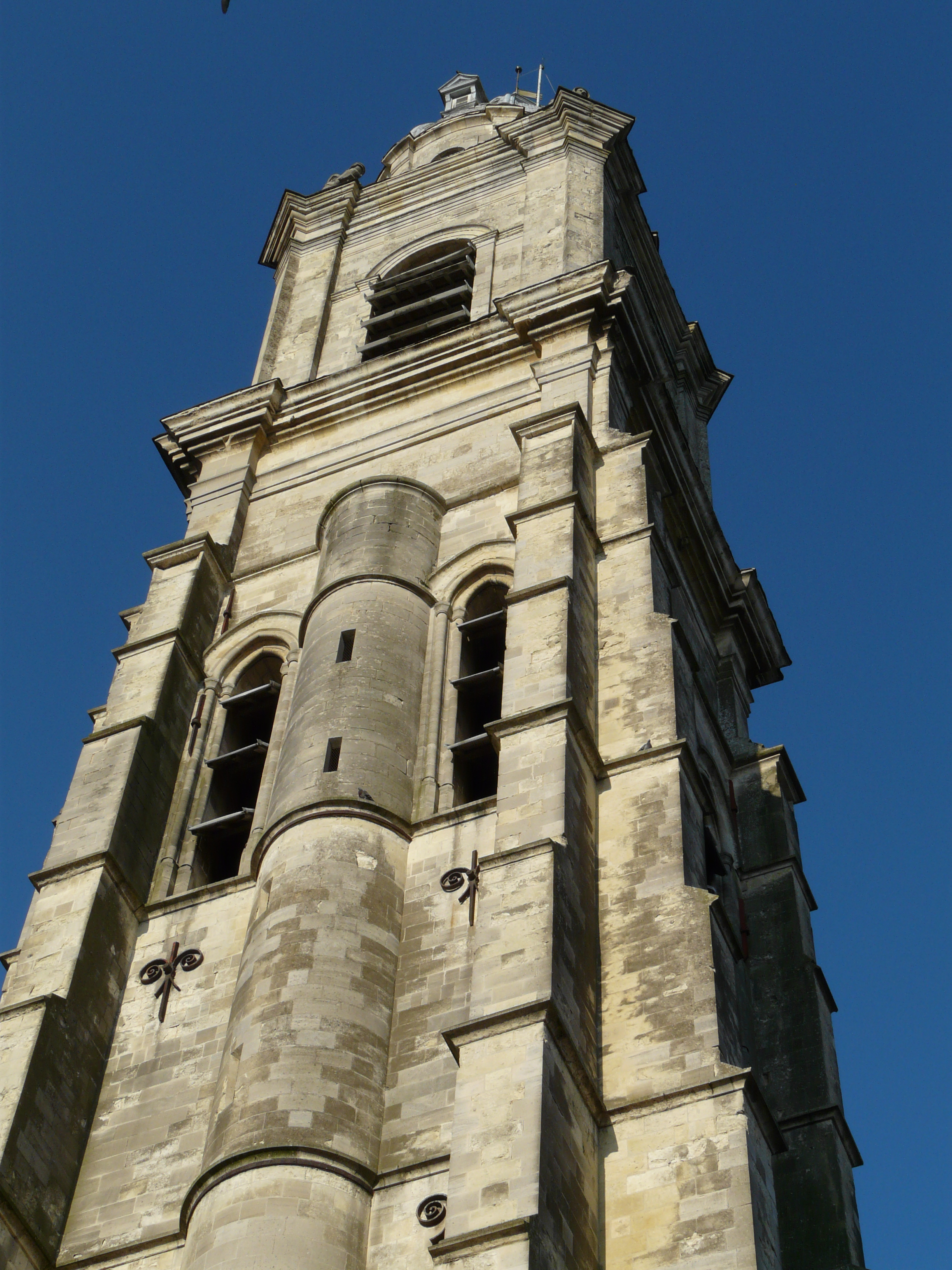
La torre civica di Cambrai, l'antica torre della chiesa di San Martino, simbolo della libertà comunale della città.

Nel medioevo la regione attorno a Cambrai, chiamata Cambrésis, era una contea. Le rivalità tra il conte che governava la città e la contea, ed il vescovo, cessarono quando nel 948 l'imperatore Ottone I concesse al vescovo il potere temporale sulla città. Nel 1007, l'imperatore Enrico II il Santo estese il potere temporale del vescovo anche al contado attorno a Cambrai. I vescovi quindi detenevano sia il potere spirituale che quello temporale e questo fece di Cambrai e del Cambrésis una sorta di principato ecclesiastico come nel caso di Liegi, uno stato indipendente per quanto compreso all'interno del Sacro Romano Impero. Il potere spirituale del vescovo era esercitato su una vasta diocesi che si estendeva dalla riva destra del fiume Scheldt a Mons e da Bruxelles ad Anversa. Nel 953, i magiari assediarono Cambrai, che resistette a tutti i loro attacchi.
Nel 958 Cambrai fu uno dei primi comuni in Europa a sorgere. Gli abitanti infatti si ribellarono all'autorità del vescovo ed ai suoi abusi. La ribellione venne violentemente repressa, ma il malcontento riesplose nuovamente tra X e XI secolo. Tra il 1077 ed il 1215 i borghesi della città cercarono di costituire una comunità indipendente per almeno quattro volte. Ciascuna di queste volte dovettero recedere dall'idea per il presentarsi delle forze combinate del vescovo e dell'imperatore. Nel 1227, dopo un ulteriore periodo di contrasti, i borghesi di Cambrai riuscirono infine a raggiungere un accordo con l'autorità del vescovo. La Loi Godefroid promulgata dal vescovo, permetteva alla popolazione un certo numero di libertà e libera gestione degli affari.

#### Attività economica

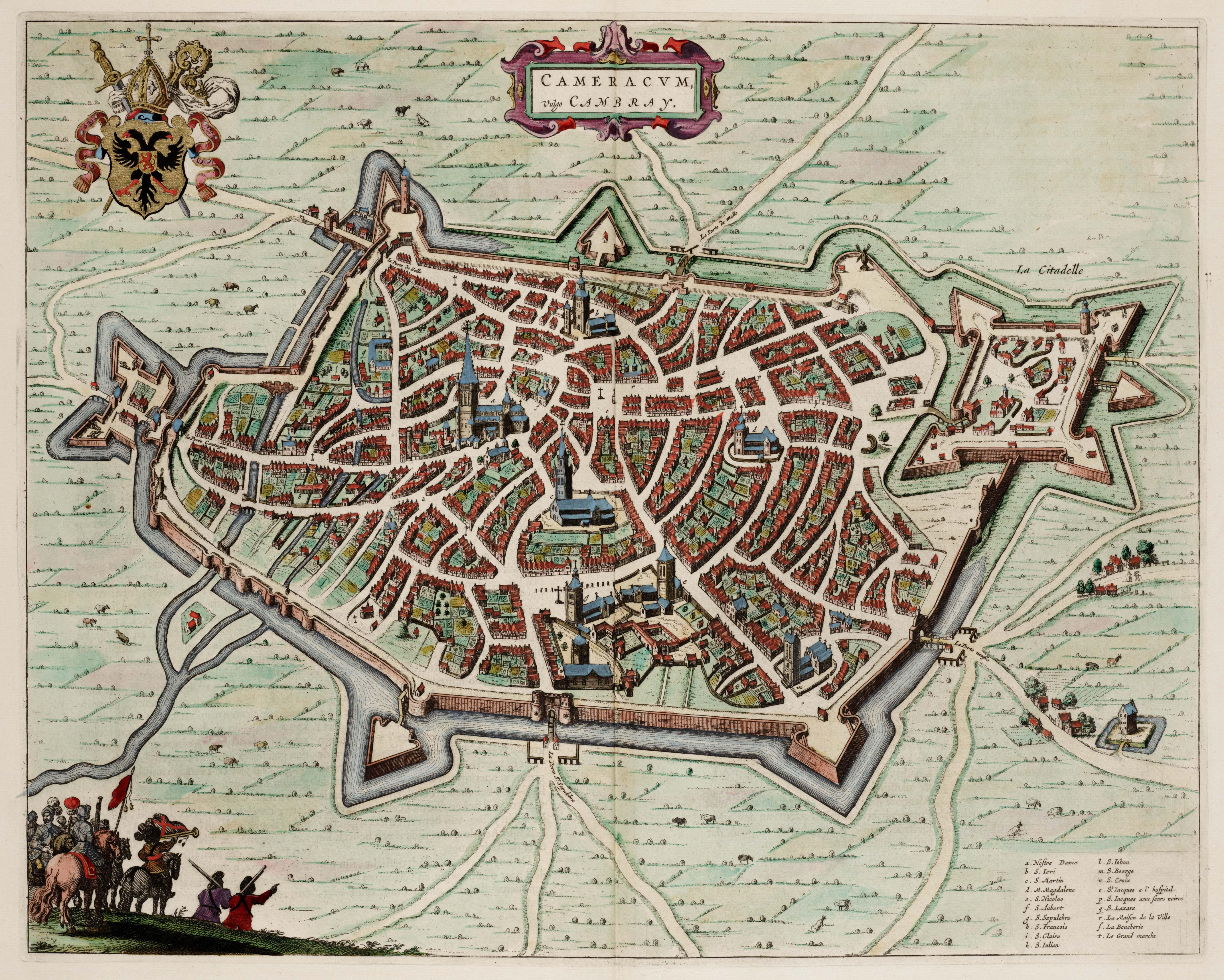
Mappa di Cambrai disegnata nel 1649 dove si possono notare ancora le mura dell'XI secolo.

Nel medioevo la città crebbe ricca e potente grazie alle sue tessiture che producevano vesti di lana, lino e cambrico. Cambrai, ed in particolare il commercio di stoffe, subirono un declino a partire dal XV secolo. Cambrai appartenne anche alla Lega anseatica assieme ad altre diciassette città ed era in commercio con Champagne e Parigi. Dall'XI secolo le mura della città raggiunsero la oro espansione massima e tali rimasero sino al loro abbattimento nel XIX secolo.

#### Storia musicale

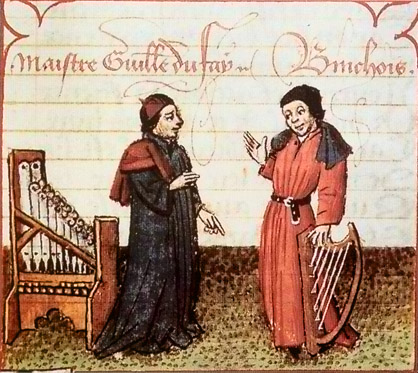
Dufay (a sinistra) conversa con Gilles Binchois.

Cambrai ha una propria storia musicale, in particolare nel XV secolo. La cattedrale locale, centro musicale di particolare rilevanza sino al XVII secolo, fu uno dei centri più evoluti in fatto musicale dell'area dei Paesi Bassi; molti compositori della Scuola di Borgogna si formarono in questa città o vi tornarono per insegnare. Nel 1428, Filippo di Lussemburgo disse che la cattedrale era la migliore di tutta la cristianità per la finezza dei suoi canti, delle sue luci e della dolcezza del suono delle sue campane. Guillaume Dufay, il più famoso musicista europeo del XV secolo, studiò alla cattedrale dal 1409 al 1412, e vi ritornò nel 1439 dopo ave trascorso diversi anni in Itala. La cattedrale di Cambrai ospitò altri importanti compositori alla fine del XV secolo: Johannes Tinctoris e Johannes Ockeghem si portarono a Cambrai per studiare con Dufay. Tra gli altri compositori si possono citare Nicolas Grenon, Alexander Ackermann e Jacob Obrecht. Nel XVI secolo ricordiamo Philippe de Monte, Johannes Lupi e Jacobus de Kerle che qui lavorarono.

#### La Guerra dei Cento anni
Per quanto i vescovi tentarono tutti di preservare l'indipendenza del piccolo stato del Cambrésis, il compito non era certo facile, minacciato com'era da potenti vicini quali i Conti di Fiandra, i Conti di Hainaut e i sovrani di Francia, in particolare nel corso della Guerra dei cent'anni.
Nel 1339, nelle prime fasi della guerra, il re inglese Edoardo III pose assedio alla città ma dovette ritirarsi. Dal XIV secolo la contea venne circondata su quattro lati dai possedimenti del Ducato di Borgogna e Giovanni di Borgogna, figlio illegittimo di Giovanni di Borgogna, venne nominato vescovo della città. Ad ogni modo, ciò che parve un impedimento all'annessione del territorio da parte dello stato borgognone fu l'improvvisa morte di Carlo I di Borgogna nel 1477. Luigi XI immediatamente vide l'opportunità di prendere il controllo di Cambrai, ma dovette lasciare la città un anno dopo.

### La prima età moderna

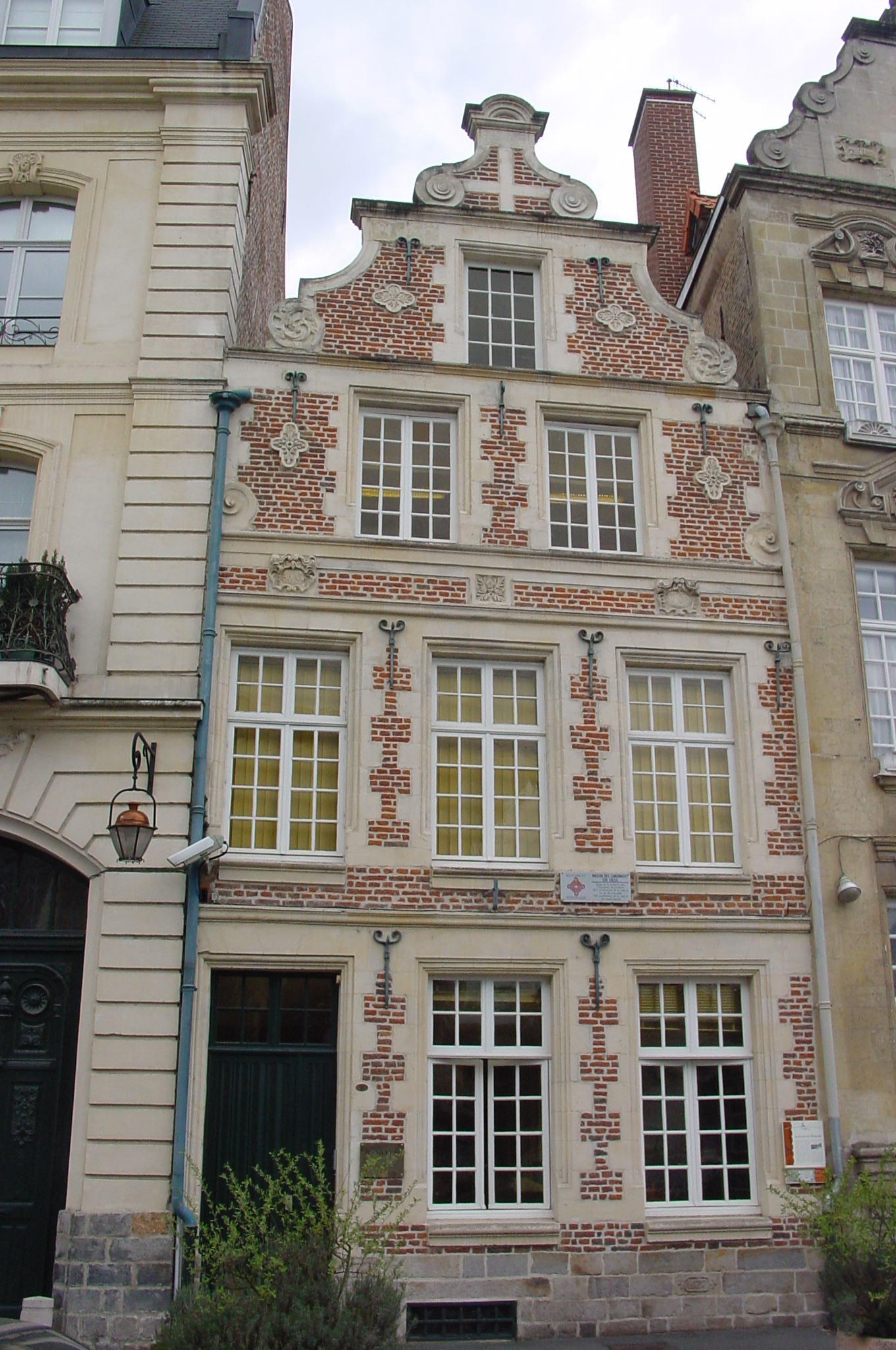
La "casa dei cannonieri" a Cambrai è un esempio di architettura fiamminga del XVII secolo.

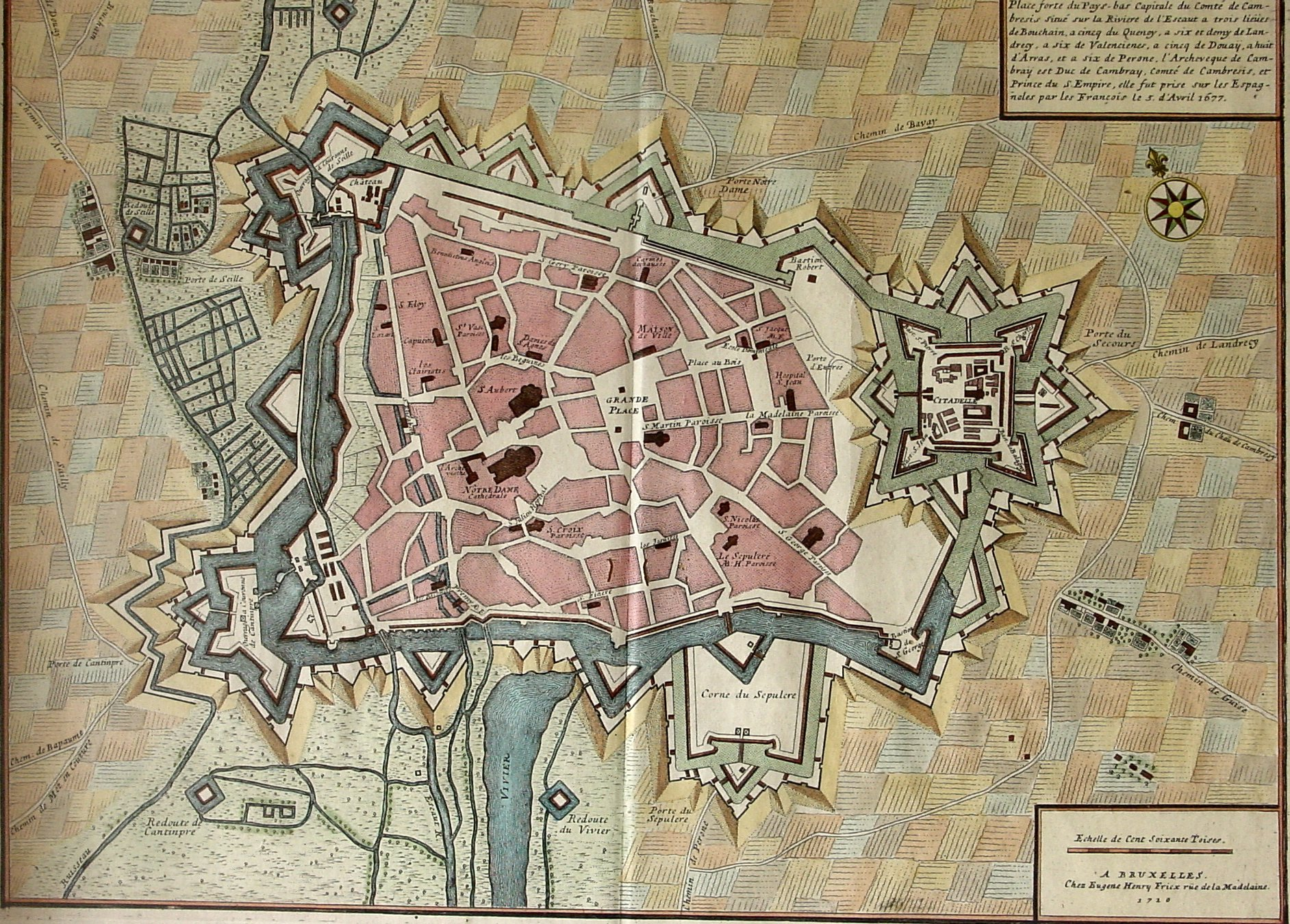
Mappa di Cambrai nel 1710.

Come centro economico dell'Europa settentrionale lontano da Bruges, l'area subì con l'età moderna un periodo di declino culturale. Ad ogni modo la neutralità della città nei vari conflitti che interessarono l'area e la sua posizione tra i possedimenti della Monarchia asburgica e la Francia la resero il centro di molti negoziati internazionali, tra cui la fondazione della Lega di Cambrai, un'alleanza progettata nel 1508 da papa Giulio II contro la Repubblica di Venezia, conclusa appunto in città con la firma del Trattato di Cambrai. L'alleanza decadde già nel 1510 quando il papa si alleò con Venezia contro l'ex alleato francese. Il conflitto che si originò, noto come Guerra della Lega di Cambrai, perdurò dal 1508 al 1516. Cambrai fu inoltre sede di negoziati nel 1529, portando a compimento la Pace delle Dame che portò al ritiro della Francia dalla Guerra della Lega di Cognac.
Nel 1543 Cambrai venne conquistata da Carlo V d'Asburgo ed annessa direttamente ai propri già vasti possedimenti. In questo periodo venne demolito il monastero medievale del Santo Sepolcro e venne costruita in città la cittadella fortificata per scopi militari.
Nel 1623, la comunità di monache benedettine inglesi venne istituita a Cambrai, ove rimase sino al 1793 quando venne costretta a lasciare la città per le disposizioni della Rivoluzione Francese, per poi essere rifondata nel 1838 a Malvern, in Inghilterra, presso l'Abbazia di Stanbrook.
Nel 1630 il cardinale Richelieu, intenzionato a contrastare il potere dell'Imperatore e della Spagna, riprese l'alleanza della Francia con la Repubblica delle Sette Province Unite. La Francia si focalizzò sui Paesi Bassi spagnoli e, secondo gli accordi, la Francia avrebbe ricevuto in caso di vittoria l'Hainaut, il Cambrésis, l'Artois, una grande porzione delle Fiandre e del Lussemburgo e la contea di Namur. La guerra venne dichiarata alla Spagna nel 1635: venne seguita da una lunga serie di guerre che, assieme alle pestilenze, causarono delle crisi in tutto il Cambrésis.
Il cardinale Mazzarino tentò senza successo, nel 1649, di assediare la città grazie al supporto di validi comandanti come Enrico di Lorena-Harcourt e il visconte di Turenne. Un reggimento spagnolo, proveniente da Bouchain, riuscì infatti a penetrare in città e tolse l'assedio dei francesi. Nel 1657, il visconte di Turenne prese Cambrai. Nuovamente 4 000 cavalieri al comando di Luigi II di Borbone-Condé, al servizio della Spagna, riuscì a penetrare in città e a liberarla dal dominio francese.
Nel 1666, Luigi XIV si preparò per una nuova conquista della città e studiò attentamente le fortificazioni spagnole. Diede inizio così alla Guerra di devoluzione. Nel Trattato di Aquisgrana del 1668 la Francia ottenne un gran numero di fortezze nell'area, ma non ancora Cambrai.

#### L'annessione alla Francia
Nel 1672, le ostilità contro la Repubblica protestante dei Paesi Bassi ripresero e continuarono negli anni successivi. Nel 1676, Luigi XIV, per "salvaguardare la tranquillità dei confini per sempre" ("assurer à jamais le repos de ses frontières"), focalizzò il proprio interesse contro la Spagna ed occupò Condé e Bouchain. Il 17 marzo 1677, le truppe francesi assediarono Valenciennes e si mossero verso Cambrai, la più potente tra le fortezze dei Paesi Bassi, che venne raggiunta il 20 marzo. Il 22 marzo, Luigi XIV si trovò in persona presso la città. Il 2 aprile, i francesi investirono parte della città. Il 5 aprile, la città si arrese, ottenendo i benefici già concessi a Lille nel 1667, ma la guarnigione spagnola riuscì a rifugiarsi nella cittadella e l'assedio continuò sino al 17 aprile. Dopo 29 giorni di assedio il re fece il proprio ingresso trionfale in città, il 19 aprile, il lunedì di Pasqua. Luigi XIV nominò il marchese di Cesen come nuovo governatore, e nominò 14 nuovi alderman mantenendo invece il medesimo prevosto.
Col Trattato di Nimega del 1678, la Spagna rinunciò ad ogni pretesa su Cambrai, lasciandola alla Francia sino ai nostri giorni.
L'influenza francese trasformò l'architettura e l'urbanizzazione della città. L'espansione delle case verso le strade venne bloccata e la città venne abbellita con grandiose residenze. Le fortificazioni vennero nel contempo rafforzate con gli ultimi ritrovati tecnologici. Il primo arcivescovo nominato dal re di Francia per la sede episcopale locale fu Fénelon. Questi divenne noto col soprannome di "Cigno di Cambrai" ("le cygne de Cambrai", in opposizione al suo amico e rivale teologico Jacques Bénigne Bossuet, l'"aquila di Meaux", "l'aigle de Meaux"), ed egli qui scrisse le sue Massime dei Santi. Dimostrò grande zelo nella conversione dei protestanti in città.

### La Rivoluzione Francese
La città venne duramente colpita dalla Rivoluzione francese: Joseph Le Bon, inviato dal Comitato di salute pubblica, giunse a Cambrai nel 1794. Fu lui a dare inizio all'era del "terrore" inviando diversi abitanti alla ghigliottina sino a quando anch'egli non venne processato e condannato nel 1795. Una delle vittime più famose in città sotto il suo governo fu Francesco III Massimiliano de la Woestyne, III marchese di Becelaere.
Gran parte delle costruzioni religiose della città vennero demolite in questo periodo: nel 1797, la vecchia cattedrale che era stata definita "la meraviglia dei Paesi Bassi" venne venduta ad un mercante il 6 giugno 1796, il quale ne iniziò la progressiva demolizione lasciando in piedi solo la torre campanaria, utilizzandola come cava di pietra. La torre rimase in piedi sino al 1809, quando per l'incuria crollò nel corso di una tempesta. Ad ogni modo vennero invece salvati tutti gli archivi della cattedrale (oggi agli Archives Départementales du Nord a Lilla) e venne successivamente costruita una nuova cattedrale.

### Il XIX secolo

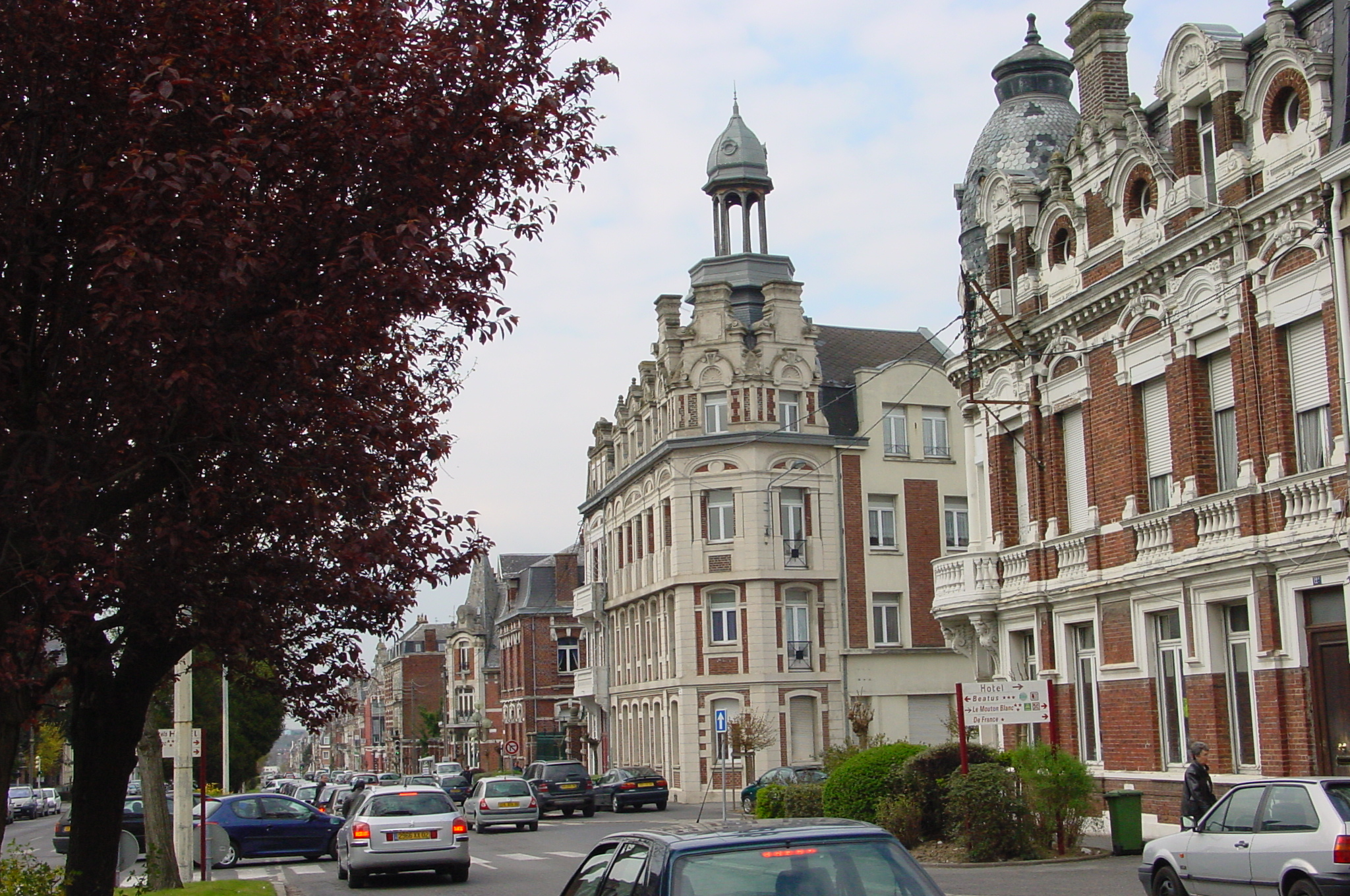
Il Boulevard Faidherbe, progettato nel 1898 sul sito dei contrafforti cittadini.

La Guerra franco-prussiana del 1870 risparmiò Cambrai. Nel 1892, la città propose e approvò un progetto per la demolizione delle vecchie fortificazioni ormai considerate obsolete, permettendo così l'espansione della città oltre i secolari confini delimitati ancora dalle mura medievali. Vennero quindi costruiti una serie di boulevard e nuove abitazioni al di fuori delle mura, dal 1894 e sino all'inizio del XX secolo. L'aspetto della città cambiò radicalmente e questi lavori stimolarono l'economia della città.

### Il XX secolo

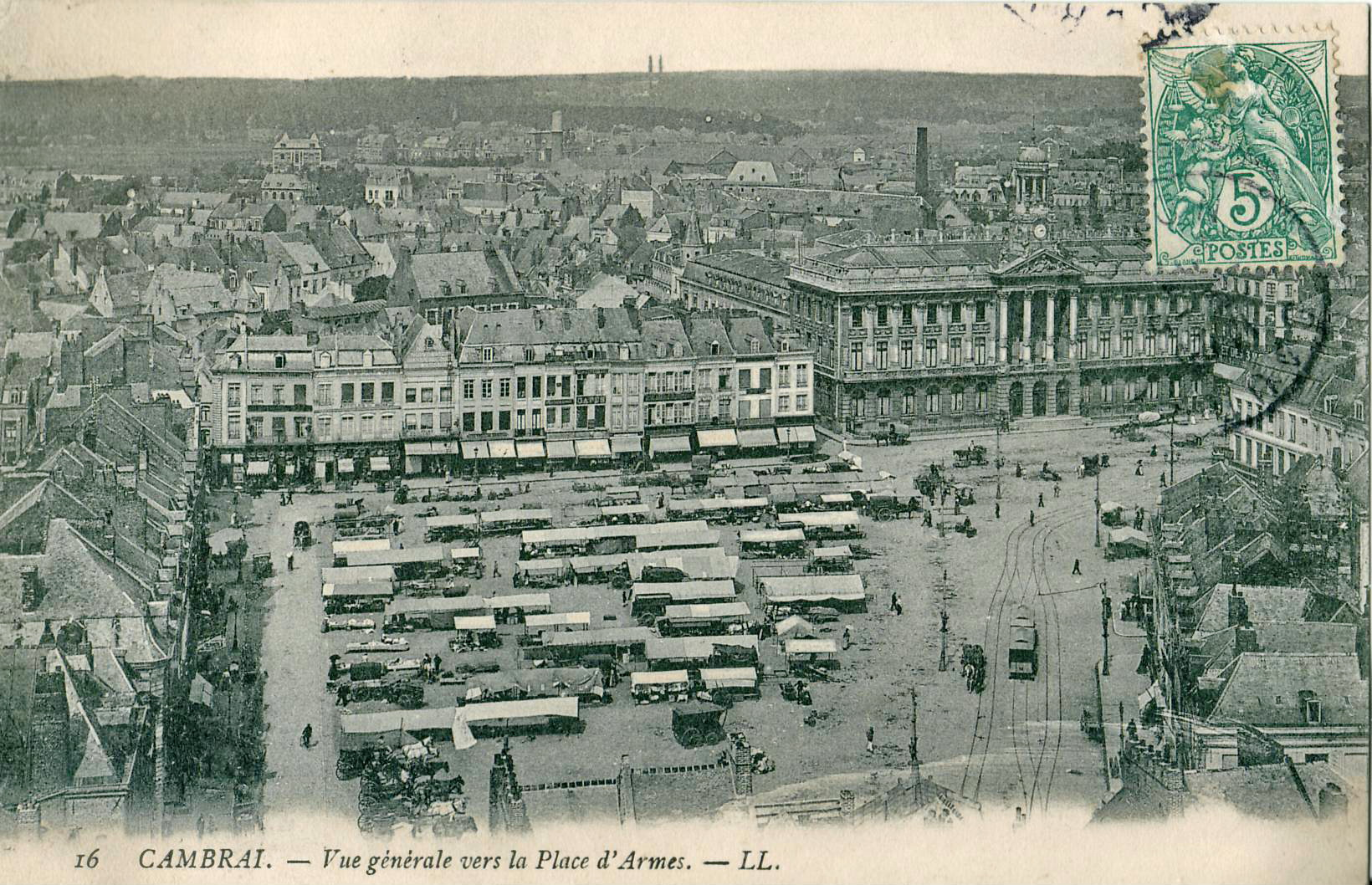
La Place d'Armes, un giorno di mercato prima dell'inizio della Prima guerra mondiale.

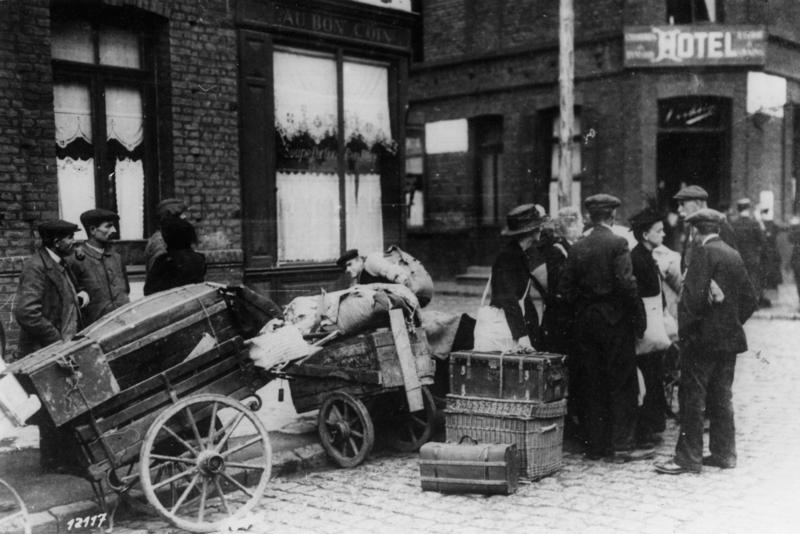
Rifugiati a Cambrai nel settembre del 1918.

Nel 1914, l'esercito imperiale tedesco occupò la città di Cambrai: questa occupazione, che perdurò per quattro anni, venne contraddistinta da scene di perquisizioni, requisizioni e arresti di ostaggi. Dal 20 novembre al 17 dicembre del 1917, nei pressi della città si tenne la Battaglia di Cambrai che vide per la prima volta un massiccio uso di carri armati nel corso di un conflitto.
Nel 1918, ormai costretti alla fuga, i tedeschi bruciarono per rappresaglia il centro cittadino, distruggendo il municipio e i suoi archivi. Su un totale di 3 500 costruzioni, 1 500 finirono bruciate o distrutte del tutto. Il centro venne ricostruito grazie all'instancabile opera dell'architetto Pierre Leprince-Ringuet.
Anche la seconda guerra mondiale colpì Cambrai. La città venne bombardata dalla Luftwaffe il 17 maggio 1940, nel corso della Campagna di Francia, prima di cadere il giorno successivo assieme a Saint-Quentin. I resti della 9ª armata francese col generale Giraud vennero presi prigionieri dai tedeschi.
Dal 27 aprile al 18 agosto 1944, 18 raid alleati vennero diretti sulle linee ferroviarie della città di Cambrai, uccidendo 250 persone e distruggendo 1 700 costruzioni, ovvero più del 50% della città. I primi carri armati americani entrarono in città il 2 settembre.
Dopo la guerra, la priorità fu ancora una volta la ricostruzione. Nel 1945 risultò eletto un consiglio comunale capeggiato dall'Unione di Sinistra con a capo il sindaco Raymond Gernez che rimase in carica sino al 1981, promotore di un socialismo moderato. Già nel 1947, il comune presentò al Ministero per la Ricostruzione un progetto per l'intera città. La municipalità diede priorità alla costruzione di case: la Maison du Cambrésis, poi rinominata Maison Familiale, oltre alla società cooperativa HLM, contribuirono sostanzialmente alla ricostruzione della città. La popolazione della città crebbe velocemente, mentre l'antico contado si spopolò lentamente. La città nel contempo perse il proprio ruolo di centro industriale nella zona e si dedicò prevalentemente al settore terziario, in particolare nell'ambito dell'amministrazione pubblica.

### Simboli
Il primo stemma di Cambrai è raffigurato su un sigillo del 1340 che verrà utilizzato fino al XVII secolo: un'aquila tenente con gli artigli il simbolo della regione del Cambrésis, d'oro, a tre leoni d'azzurro. Sotto la dominazione spagnola questa disposizione venne leggermente modificata: l'aquila diventò la figura principale e lo stemma del Cambrésis venne posto in abisso. Il suo significato è quindi: Cambrai città imperiale, capitale del Cambrésis. Nel 1815, Luigi XVIII concesse al comune il diritto di fregiarsi del suo antico stemma.

### Onorificenze
- Legion d'onore (13/09/1919)
- Croix de guerre 1939-1945

## Monumenti e luoghi d'interesse

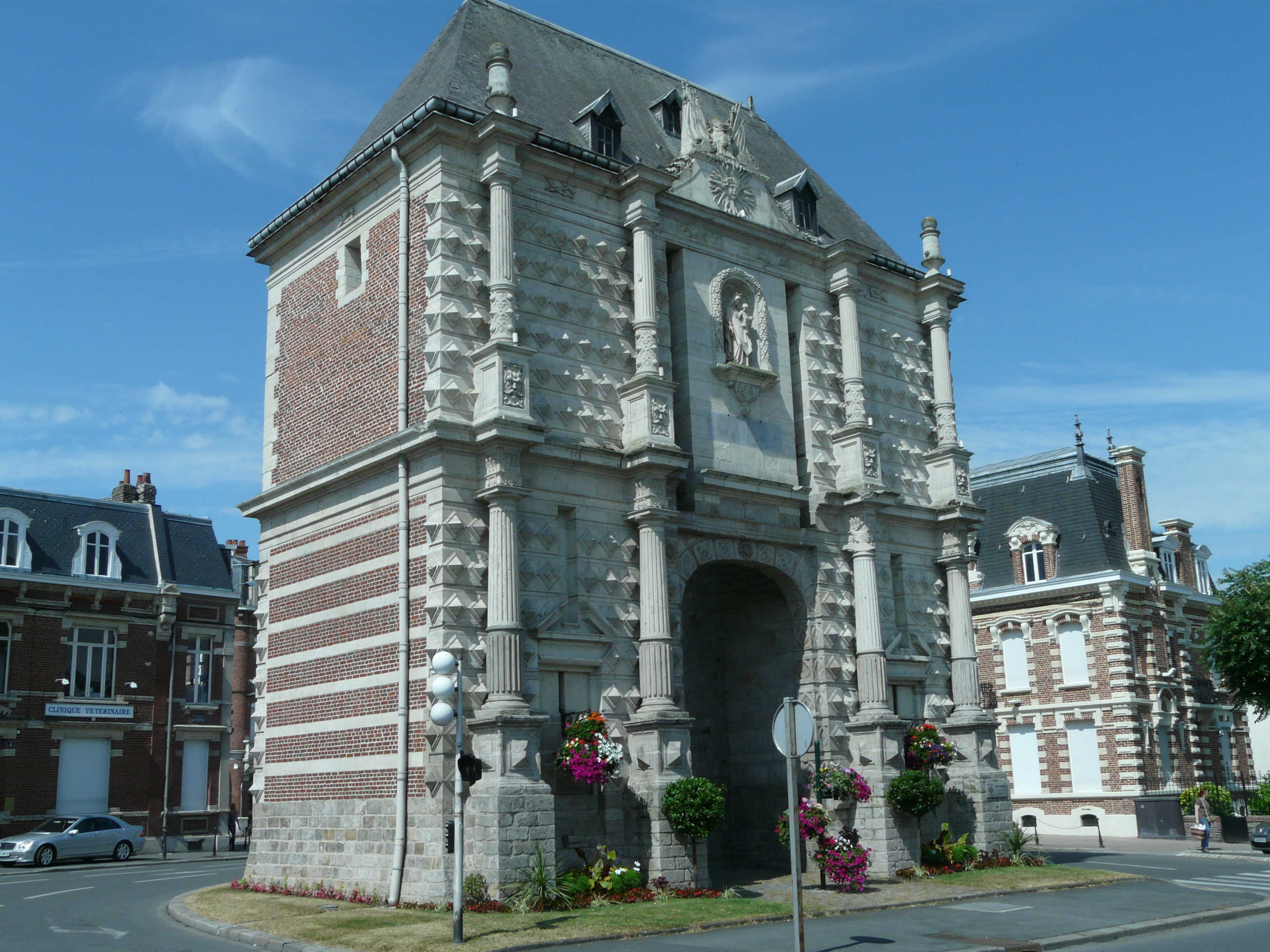
La porta di Notre-Dame (1634)

Gran parte dei monumenti di Cambrai sono scomparsi nei secoli. Il primo a distruggerli fu certamente Carlo V d'Asburgo che per la costruzione della nuova cittadella militare diede ordine di distruggere l'abbazia gotica di Saint-Gery nel 1543.
Durante la Rivoluzione francese tutte le costruzioni religiose vennero vendute come proprietà nazionale e distrutte, tra cui la vecchia cattedrale. Solo quattro chiese, un porticato coperto, un ospedale, un Tempio della ragione e una prigione vennero risparmiate.
Anche lo smantellamento delle fortificazioni, dal 1894, portò alla scomparsa di tante antiche porte d'accesso alla città. Alcune sono rimaste fino ai giorni nostri grazie all'intervento di associazioni cittadine.
La Prima guerra mondiale fu nuovamente responsabile di ulteriori e significative distruzioni, operate dalle truppe tedesche che minarono e incendiarono la città prima del loro definitivo ritiro nel settembre del 1918: un totale di 1214 costruzioni vennero distrutte, tra cui il municipio che venne ricostruito in stile neoclassico prerivoluzionario dagli architetti Jacques Denis Antoine e Nicolas-Henri Jardin.
Infine nella seconda guerra mondiale, nell'aprile del 1944, e nuovamente a maggio, luglio e sino all'11 agosto, Cambrai subì ulteriori danni dai bombardamenti alleati: il 55% delle costruzioni venne pesantemente danneggiata ed il 13% venne completamente distrutta.
Malgrado queste considerevoli distruzioni, la città mantenne comunque numerose opere architettoniche rilevanti. Cambrai è stata classificata in Francia tra le città d'arte dal 1992, prima città del dipartimento del Nord ad ottenere questa prestigiosa qualifica.

### Architetture religiose

#### Cattedrale di Nostra Signora delle Grazie

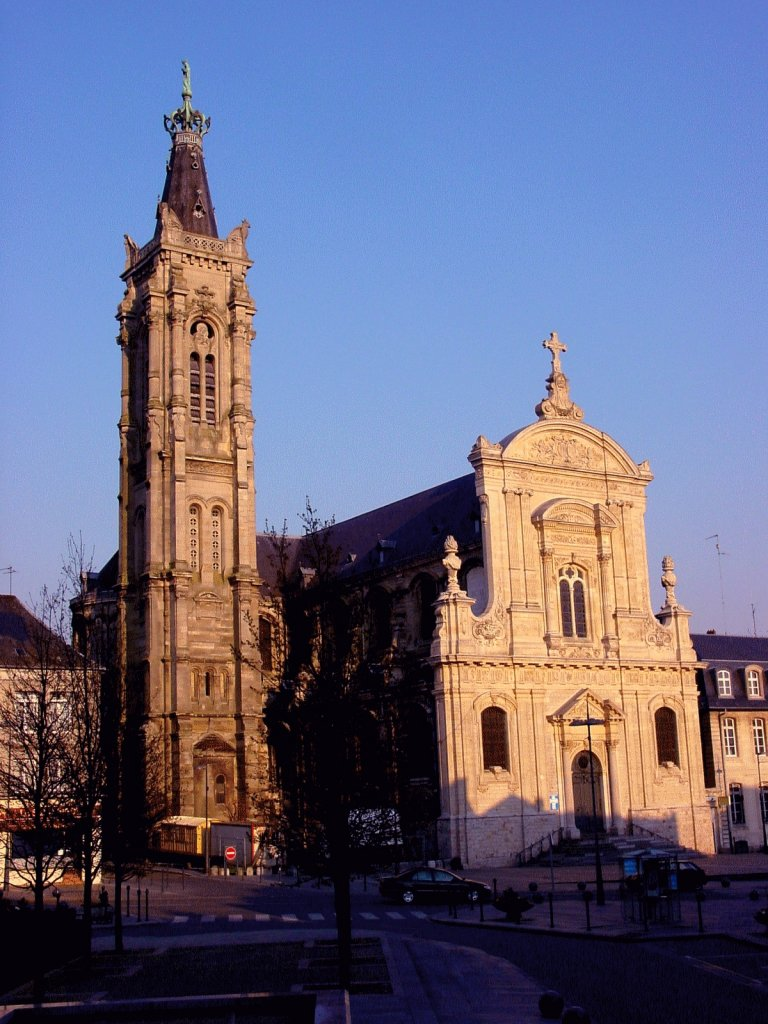
La Cattedrale di Notre Dame di Cambrai.

La cattedrale di Nostra Signora delle Grazie, completata nel 1703 in stile classico del tempo, andò a rimpiazzare l'ammirevole cattedrale gotica che si era stagliata con le sue forme nel panorama cittadino dal XII secolo sino alla Rivoluzione del 1789, quando questa venne prima venduta a privati e poi abbattuta pezzo per pezzo.
All'interno della cattedrale si trova ancora oggi la tomba monumentale di Fénelon, opera dello scultore David d'Angers, mentre nel semi-transetto si trova l'icona di Notre Dame de Grâce e le nove grisailles attribuite a Marten Jozef Geeraerts di Antwerp. I grandi organi vennero costruiti da Pierre Schyven di Ixelles nel 1897. Dopo gli eventi della prima guerra mondiale, gli estesi restauri alla cattedrale hanno reso necessario il rifacimento dello strumento ad opera dell'organaro Auguste Convers, il quale portò il numero delle canne a quello attuale, ovvero 3670, con 49 registri. La cattedrale è stata classificata come Monumento storico di Francia dal 9 agosto 1906.
La chiesa conserva al suo interno la preziosa icona della Madonna di Cambrai.

#### Cappella dei Gesuiti
La Cappella dei Gesuiti di Cambrai, nota ai più col nome di Cappella del Collegio dei Gesuiti, completata nel 1692 e è un esempio unico di stile barocco puro in Francia a nord di Parigi. La cappella servì come prigione per il vicino tribunale rivoluzionario nel 1794, e venne inclusa tra i monumenti storici di Francia dal 30 aprile 1920.

#### Chiesa di Saint-Géry
La Chiesa di Saint-Géry è stata inclusa tra i monumenti storici di Francia dal 26 novembre 1919, ed è uno dei più antichi monumenti ancora oggi esistenti a Cambrai. Essa contiene un coro di marmi policromatici intarsiati realizzato da Gaspard Marsy oltre ad una Deposizione di Peter Paul Rubens datata al 1616. Il grande organo costruito nel 1867 da Merklin fu soggetto ad un significativo rifacimento nel 1978. L'organo attuale dispone di 41 registri. La chiesa è stata oggetto di restauri e di rifacimento del tetto per un periodo di quattro anni (2011-2015).

#### Altre architetture religiose
Tra le altre strutture religiose incluse nel novero dei monumenti storici di Francia a Cambrai si ricorda il Convento dei Récollets e le Béguinages Saint-Vaast et Saint-Nicolas.

### Architetture militari

#### La cittadella
Malgrado lo smantellamento operato nel XIX secolo, la cittadella di Carlo V conserva ancora oggi delle gallerie anti bombardamenti, oltre al cancello d'ingresso ed un ponte levatoio fiancheggiata da due guardiole e dall'arsenale risalente al XVI secolo. Notevoli sono anche gli sviluppi successivi della struttura, risalenti al XIX secolo, consistenti in una polveriera, negli alloggi degli ufficiali e di caserme a prova di bombardamento.

#### Il castello di Selles
Il Château de Selles è un antico castello fortificato, costruito nell'XI secolo. Isolato dalle acque del fiume Schelda, ha mantenuto le sue torri e le sue mura quasi del tutto intatte. Alcune parti delle prigioni inferiori conservano dei graffiti che attestano la disperazione dei prigionieri qui confinati per ordine del conte-vescovo.

#### Porte cittadine
La Porte de Paris (fine del XIV secolo), La Porte Notre-Dame (XVII secolo), la Tour Saint-Fiacre (o des Sottes), Le Caudron (prima metà del XV secolo) e la Tour des Arquets (XVI secolo) sono i resti delle mura medievali della città.

### Architetture civili

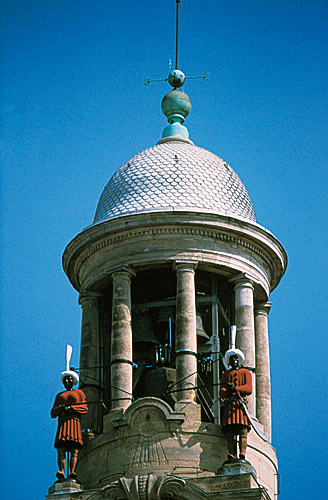
Martino e Martina battono i rintocchi delle campane sulla sommità della torre civica di Cambrai.

#### La torre civica
La torre civica di Cambrai, ex torre campanaria della chiesa di San Martino, venne costruita nel XV secolo e divenne torre civica per la città nel 1550. Venne inclusa nel novero dei monumenti storici di Francia il 15 luglio 1965, e questa costruzione è stata inscritta anche tra i beni dell'UNESCO.

#### Il municipio
Il municipio cittadino, ricostruito nel 1932 col nome di Grand'Place, è contraddistinto da una maestosa facciata di stile greco antico, sormontata da una torre civica con un meccanismo per il segno delle ore contraddistinto da due statue di mori: sono questi Martin e Martine, protettori della città secondo l'antica leggenda. La sala dei matrimoni contiene una serie di affreschi di pregevole fattura.

#### L'Hotel de Francqueville
Risalente al XVIII secolo, l'Hotel de Francqueville ospita le ricche collezioni del Museo di Cambrai, rinnovate completamente nel 1994.

#### LaMaison Espagnole
La Maison Espagnole (Casa spagnola), oggi sede dell'Ufficio Turistico della città, è datata al 1595 ed è l'ultima casa rimasta ad essere contraddistinta da uno stile regionale d'ispirazione delle Fiandre. Sculture in legno di quercia (chimere e cariatidi) che adornavano la facciata sino al XIX secolo sono oggi esposte al primo piano e sono state oggetto di una notevole opera di restauro. La struttura conserva inoltre delle cantine medievali. È stata inclusa nella lista dei monumenti storici di Francia il 31 agosto 1920.

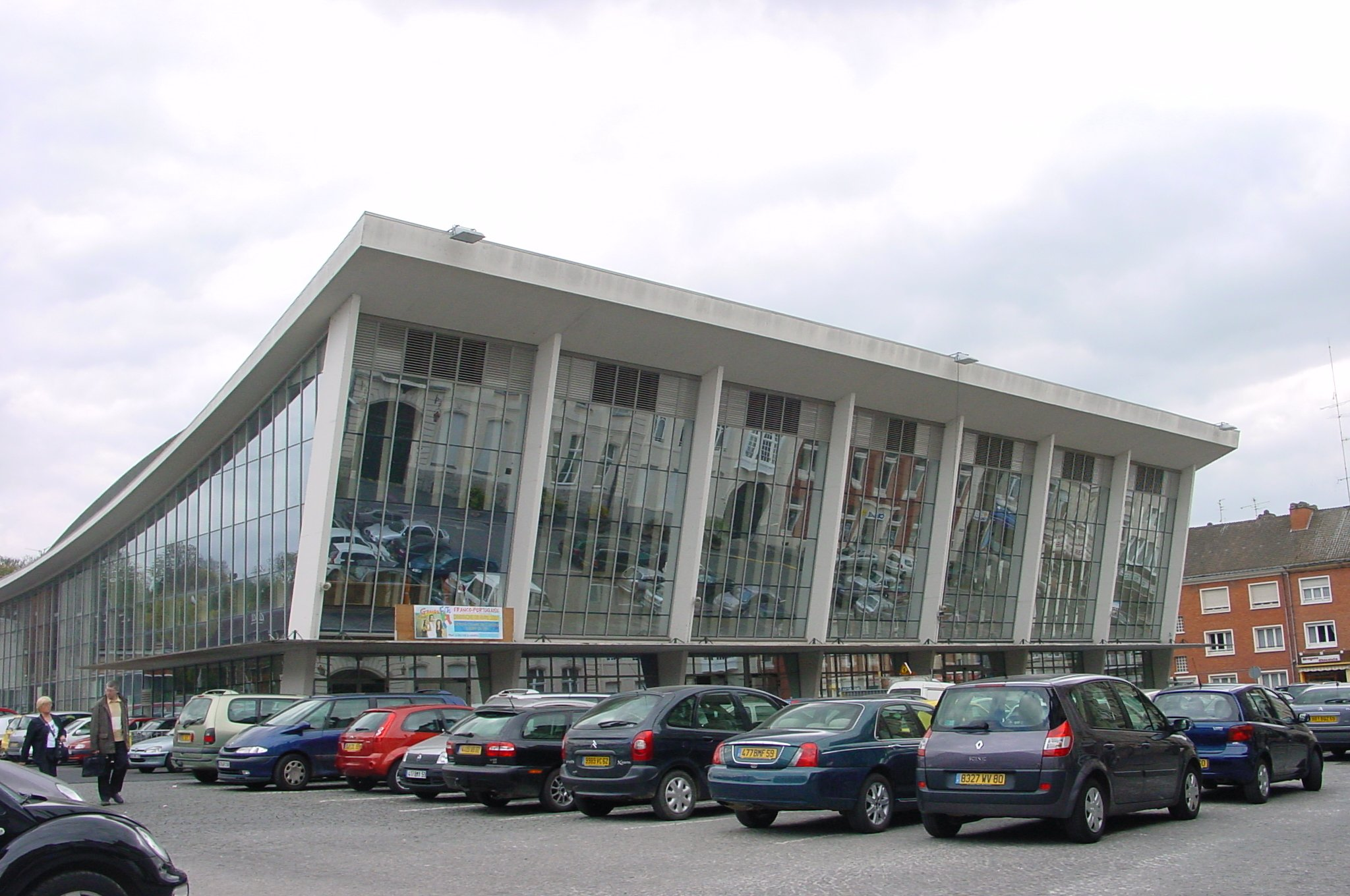
Il mercato coperto.

#### Il mercato coperto
Il mercato coperto, costruito dopo la Seconda guerra mondiale, ospita il mercato cittadino.
Lo spazio sotterraneo che si estende oltre il centro cittadino, conserva tracce delle mura medievali distrutte sul finire del XIX secolo e riemerse poi con la sua costruzione nel XX secolo, oltre a gallerie e stanze voltate di stile romanico e gotico. Vi sono anche pozzi, nicchie per statue e altri ritrovamenti antichi. Questi spazi vennero utilizzati anche come cave di pietra sotterranee alla città con tunnel di 10-15 metri sotto il livello stradale. Questo spazio venne utilizzato anche durante i bombardamenti del 1944 per offrire riparo agli abitanti. Alcuni di questi spazi sotterranei vennero realizzati probabilmente già all'epoca dei romani.

### Memoriali
Il cimitero di Route de Solesmes venne creato dall'esercito tedesco nel marzo del 1917. Occupata sin dal 1914, Cambrai fu un importante centro logistico per gli occupanti. il cimitero venne realizzato per accogliere i corpi dei soldati morti negli ospedali cittadini, tra cui quelli morti nella Battaglia di Arras (aprile-maggio 1917) e nella Battaglia di Cambrai (novembre-dicembre 1917). Il cimitero conta ad oggi 10 685 tombe tedesche, 192 di prigionieri russi e 6 di prigionieri rumeni. L'altro spazio è il Cimitero Militare di Cambrai Est che contiene 501 tombe di soldati del British Imperial Army.

## Società

### Evoluzione demografica
Abitanti censiti

### Tradizioni e folclore

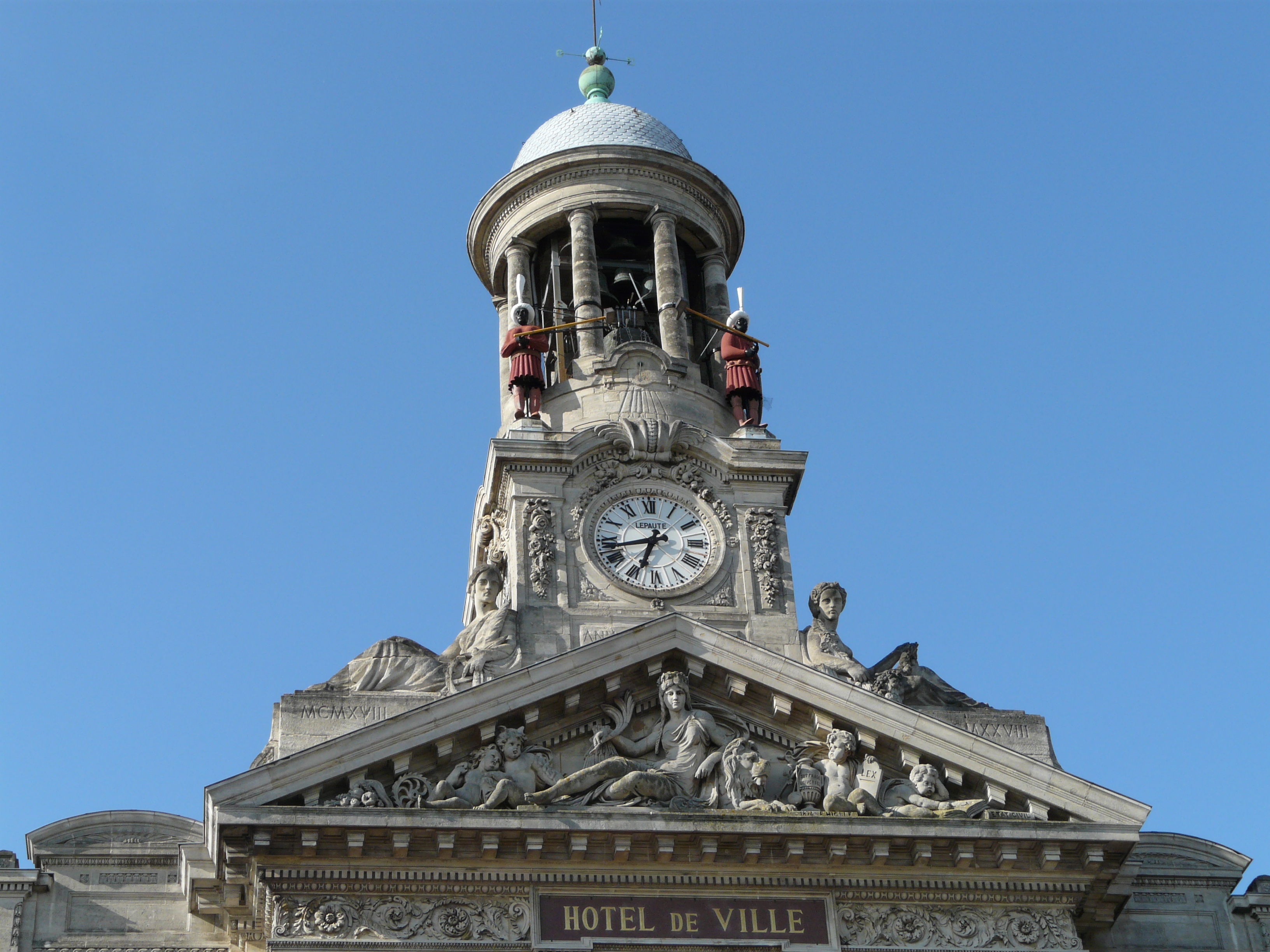
Campanile del municipio cittadino

Martino e Martina sono due personaggi leggendari che rappresentano la città in quanto, si dice, furono suoi salvatori. Vi sono versioni differenti della storia. La più comune ed accettata di queste recita così: attorno all'anno 1370, al tempo del vescovo Roberto, conte di Geneva, Martino, un fabbro di ascendenza moresca stabilitosi a Cambrai, era tra i cittadini che avevano lasciato la città per combattere il signore di Thun-Lévêque che affliggeva gli abitanti della città e della regione con le sue angherie. Martino, armato solo di un martello di ferro, si trovò ben presto faccia a faccia col nemico. Egli diede un colpo così forte sulla testa dell'oppositore che, per quanto il suo elmo non si rompesse, perché realizzato di metallo ben temprato, questo si ficcò negli occhi del nemico. Stordito ed accecato, il signore di Thun decise di arrendersi. Attualmente gli automi di Martino e Martina, posti sulla cima del municipio cittadino, battono le ore con un martello in ricordo di questa leggenda.

## Infrastrutture e trasporti

### Vie di comunicazione e trasporti

#### Strade

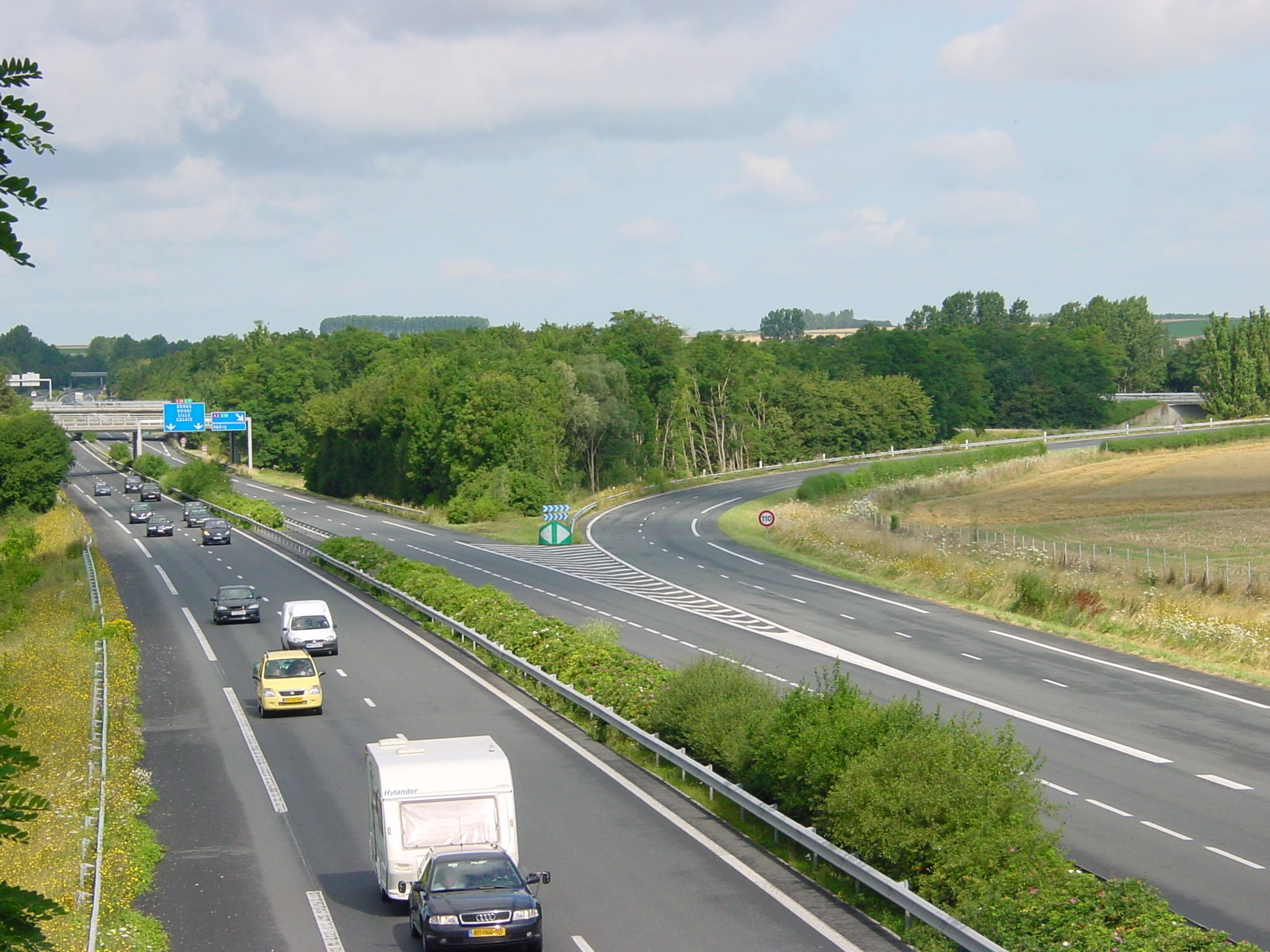
L'autostrada A26 nella sua intersezione con la A2 nei pressi di Cambrai.

Cambrai è collocata al crocevia di due importante autostrade francesi, la A2 da Combles (in congiunzione con la A1 proveniente da Parigi) verso il confine franco-belga, aperta nel 1973, e la A26 da Calais a Troyes, aperta nel 1992. Queste autostrade fanno parte dell'autostrada europea E19 da Amsterdam a Parigi passando per Bruxelles, attraverso un tratto della A2, e la E17 da Anversa a Beaune attraverso Lilla e Reims, passando dalla A26.
Cambrai e l sua regione sono servite da quattro interscambi autostradali: la A2, uscita 14 (Cambrai) da Parigi e uscita 15 (Bouchain) da Bruxelles, e la A26 con uscite 8 (Marquion) da Calais e 9 (Masnières) da Reims.
Cambrai è inoltre al crocevia tra la Route nationale 30 da Bapaume a Quiévrain (confine franco-belga), la Route nationale 43 da Sainte-Ruffine (Metz) a Calais, la Route nationale 44 da Cambrai a Vitry e la D939 (già Route nationale 39) da Cambrai ad Arras.
Le strade sono più volte state oggetto di modifiche e cambiamenti di rotta per l'attraversamento di parchi ecologici urbani all'altezza di Proville, l'unica riserva naturale nell'area del Cambrésis.

#### Ferrovie

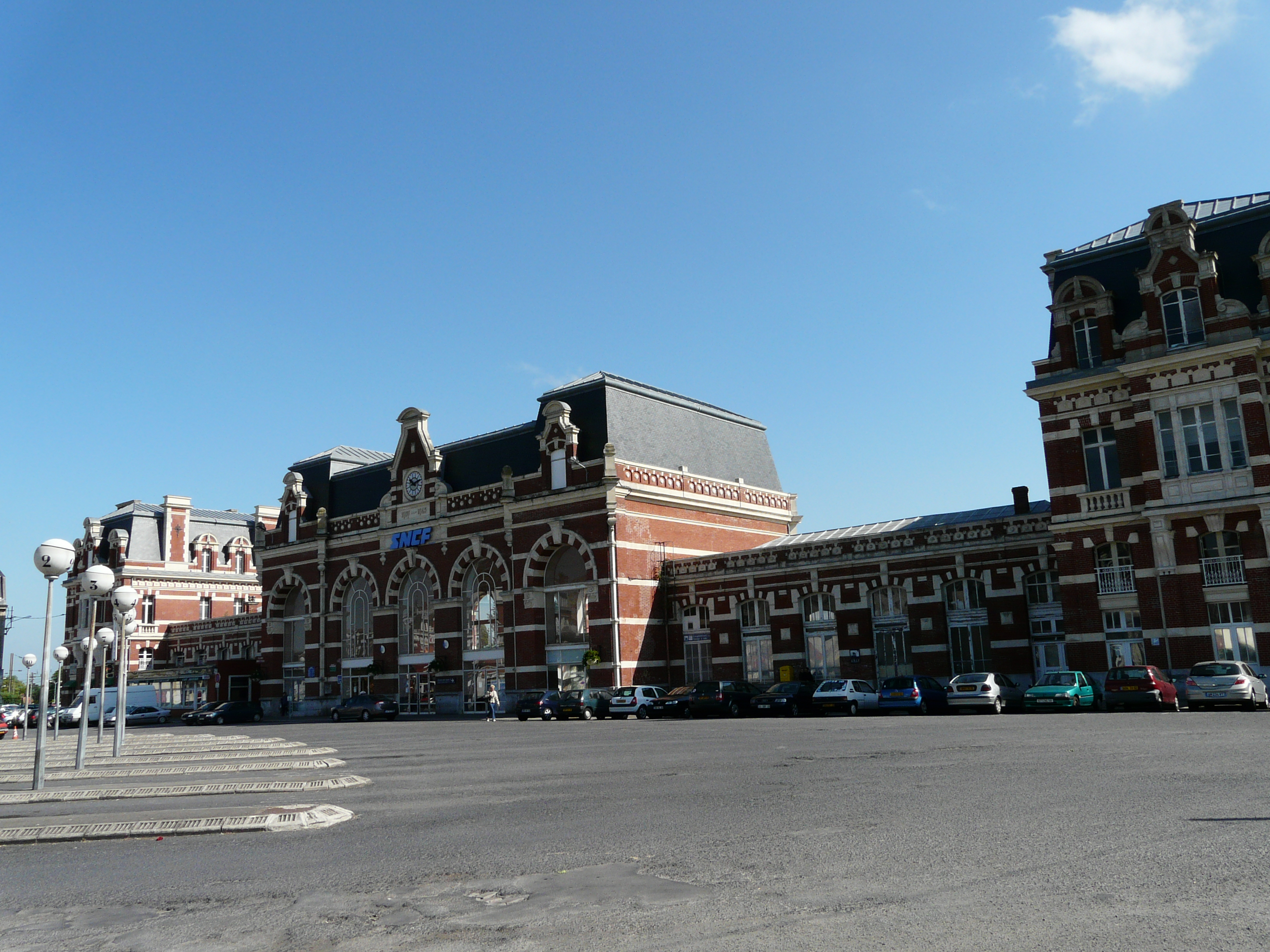
La stazione ferroviaria di Cambrai.

La stazione ferroviaria di Cambrai è collegata con linee dirette (TER) a Lilla, Douai, Valenciennes, Saint-Quentin, Reims.
I collegamenti con Douai e Lille sono stati migliorati dopo l'elettrificazione della singola tratta nel 1993, con l'idea di unire Parigi a Cambrai tramite TGV attraverso Douai, progetto poi cancellato. Quindici treni al giorno garantiscono le tratte dirette mentre vi sono corse ogni 30 minuti tra Douai e Cambrai; otto treni al giorno collegano invece con la stazione di Lille Flandres; dieci treni collegano a Valenciennes e una dozzina di treni con Saint-Quentin.
Cambrai è direttamente connessa a una qualsiasi città europea, ma i collegamenti con Parigi (Gare du Nord) sono relativamente mediocri se comparati a quelli di altre città vicine. Valenciennes, Douai ed Arras sono connesse a Parigi da diversi TGV al giorno. Saint-Quentin è connessa da treni TER o Intercités con corse di meno di due ore.

##### Storia ferroviaria

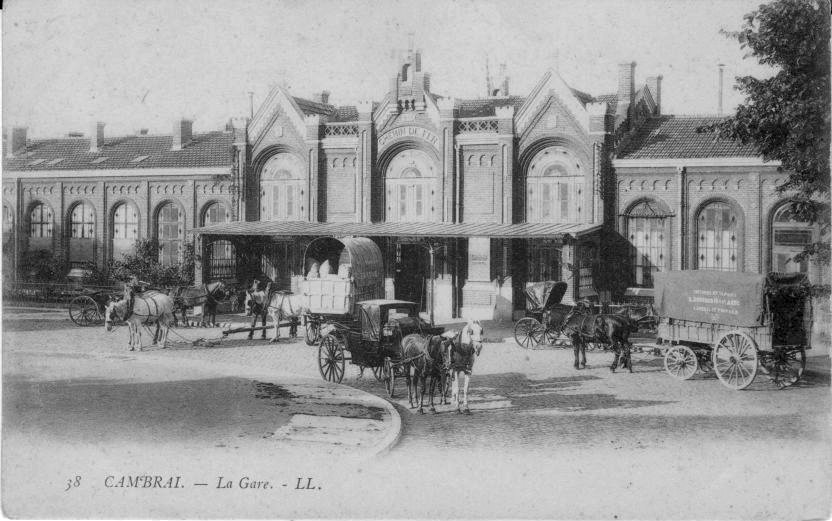
La Gare de Cambrai-Annexe nel 1913.

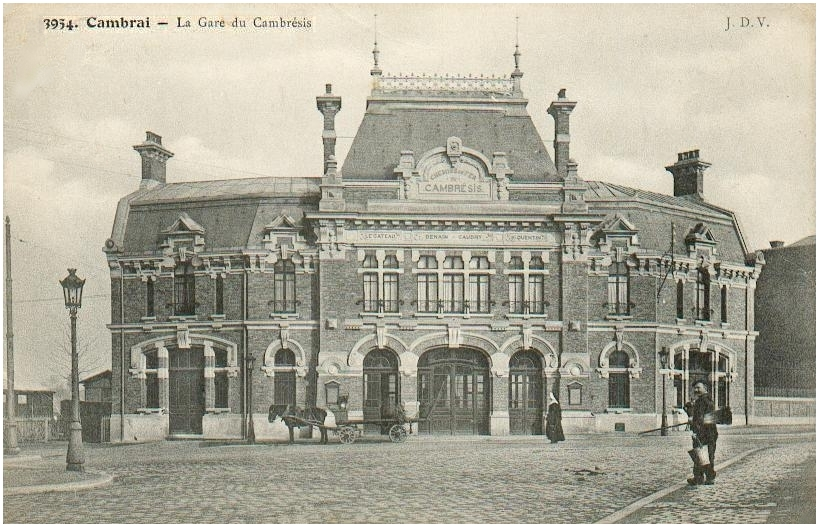
La Gare du Cambrésis, ex capolinea del Chemin de Fer du Cambrésis.

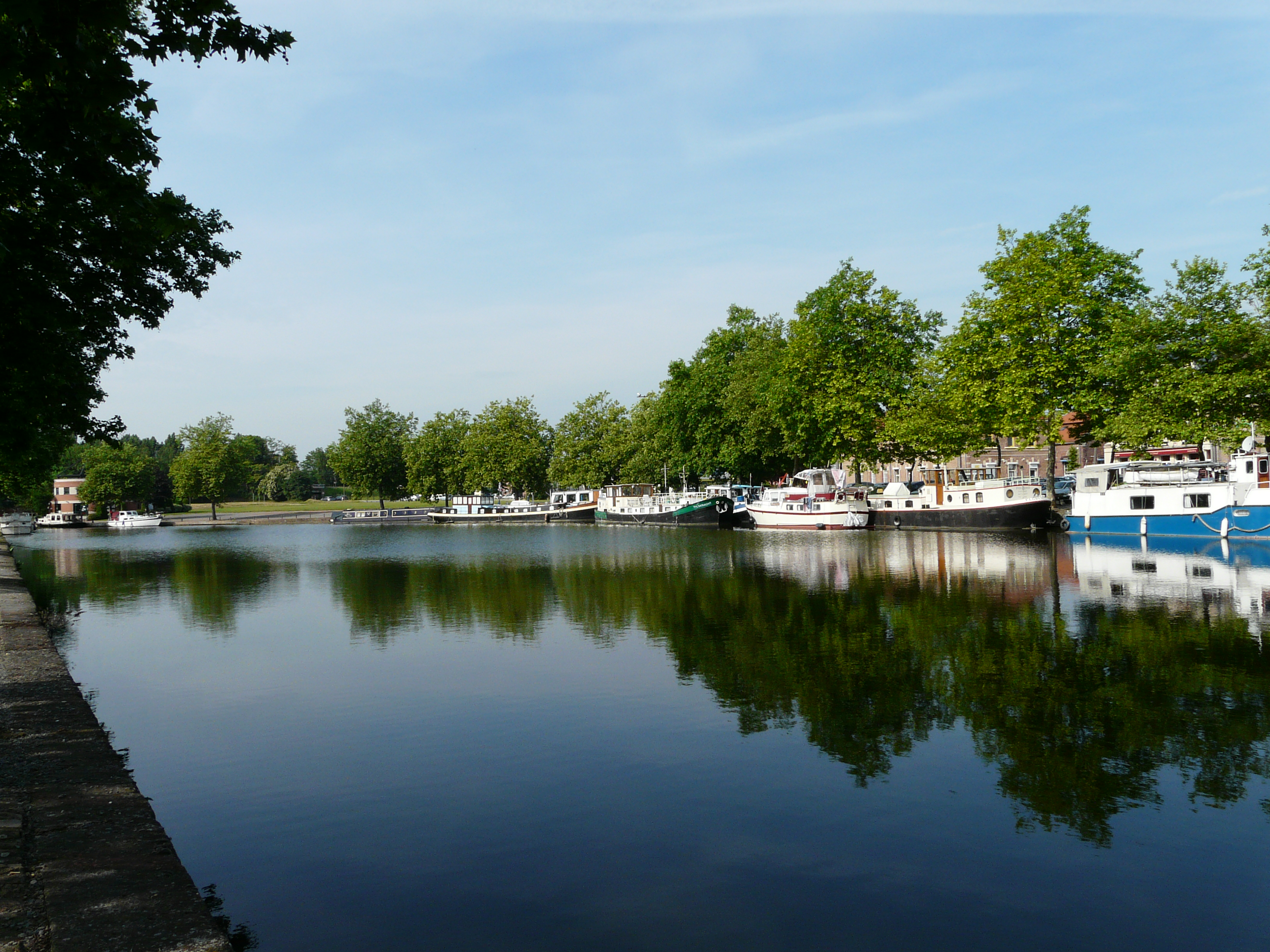
La marina (porto turistico) di Cantimpré.

Già nel 1833 il consiglio municipale di Cambrai varò l'idea del passaggio di una linea ferroviaria attraverso la città. Ad ogni modo, venne preferita una via ferroviaria attraversante Arras e Douai, verso Lille, con un ramo verso Valenciennes, realizzata dal 1845. Rimaneva quindi da connettere Cambrai a questa linea, passaggio che venne portato avanti nel 1878 con un singolo binario tra Cambrai e Douai. Nel frattempo, dal 1858, Cambrai era stata collegata alla linea Parigi-Bruxelles tramite la linea verso Busigny.
Altre linee ferroviarie ad interesse locale si sono sviluppate nel XIX secolo, ed in particolare quelle sviluppate nel 1880 dalla Société des Chemin de Fer du Cambrésis che realizzò vie ferrate di comunicazione tra Cambrai, Caudry, Saint-Quentin, Le Cateau e Denain. Una linea ferroviaria ad uso esclusivamente agricolo da Cambrai a Marquion, oggi in disuso, venne aperta nel 1898.
La stazione ferroviaria di Cambrai era inoltre il terminal di una via ferroviaria secondaria realizzata dalla Compagnie générale de voies ferrées d'intérêt local con collegamenti tra Marquion e Boisleux-au-Mont.

##### Progetti ferroviari
Il trasporto regionale ha previsto per il futuro tre assi o progetti riguardanti Cambrai: migliorare le connessioni Douai-Cambrai, la costruzione di una nuova linea ferroviaria tra Cambrai e Marquion-Arras, iassieme al progetto del Seine–Nord Europe Canal ed alla creazione dell'area commerciale di Marquion.

#### Vie d'acqua
Cambrai è una delle sette divisioni territoriali del Nord-Pas-de-Calais ad avere acque navigabili. La città è infatti collocata alla congiunzione tra il Canal de Saint-Quentin con l'Oise e Parigi ed il Canal de l'Escaut, che si collega poi al Canal Dunkerque-Escaut. Il traffico commerciale su questi canali ad ogni modo è estremamente basso, con l'ordine di 250 000 tonnellate di merci da Cambrai per anno.
A Cambrai-Cantimpré, si è sviluppato un porto turistico locale.

##### Storia delle vie d'acqua
Il Canal de l'Escaut (canale dello Schelda), tra Cambrai e Valenciennes, venne aperto alla navigazione nel 1780.
Già ai tempi del cardinale Mazzarino e di Jean-Baptiste Colbert, ad ogni modo, si era pensato ad un collegamento tra Parigi ed il dipartimento del Nord attraverso vie d'acqua. La costruzione del Canal de Saint-Quentin, tra Chauny sull'Oise e Cambrai, venne intrapresa dal 1802 per ordine di Napoleone Bonaparte e completata nel 1810, dopo l'escavazione del Tunnel Riqueval. Il canale ed il tunnel vennero aperti con una grandiosa cerimonia tenutasi il 28 aprile 1810 alla presenza dell'imperatore e dell'imperatrice Maria Luisa d'Asburgo-Lorena. Il canale di Saint-Quentin è sempre stato molto trafficato, almeno sino al 1966, data alla quale con l'apertura del Canal du Nord, ha perso gran parte della propria importanza.

##### Progetti delle vie d'acqua
È stato posto a progetto un collegamento via acqua tra i fiumi dell'area chiamato Seine–Nord Europe Canal che è stato incluso tra le 30 priorità del futuro Trans-European Transport Networks. L'idea è quella di estendere i collegamenti fluviali attraverso Marquion, 12 km ad ovest di Cambrai, con la realizzazione di una piattaforma per attività. La realizzazione è iniziata nel 2015.

#### Aeroporti
Cambrai si trova in prossimità di due aeroporti: quello di Cambrai-Epinoy, a nord-ovest, il cui uso è stato destinato a base aerea sino alla sua chiusura definitiva nel 2012, e quello di Aeroporto di Cambrai-Niergnies, a 5 km più a sud, aperto all'aviazione ordinaria.
Nel raggio massimo di 1 ora e 30 minuti su strada è possibile raggiungere cinque tra i principali aeroporti dell'area: Lille-Lesquin a 60 km, Bruxelles Sud Charleroi a 114 km, Bruxelles National a 148 km, Paris Beauvais-Tillé a 151 km e Paris Charles-de-Gaulle a 152 km.

### Trasporto urbano

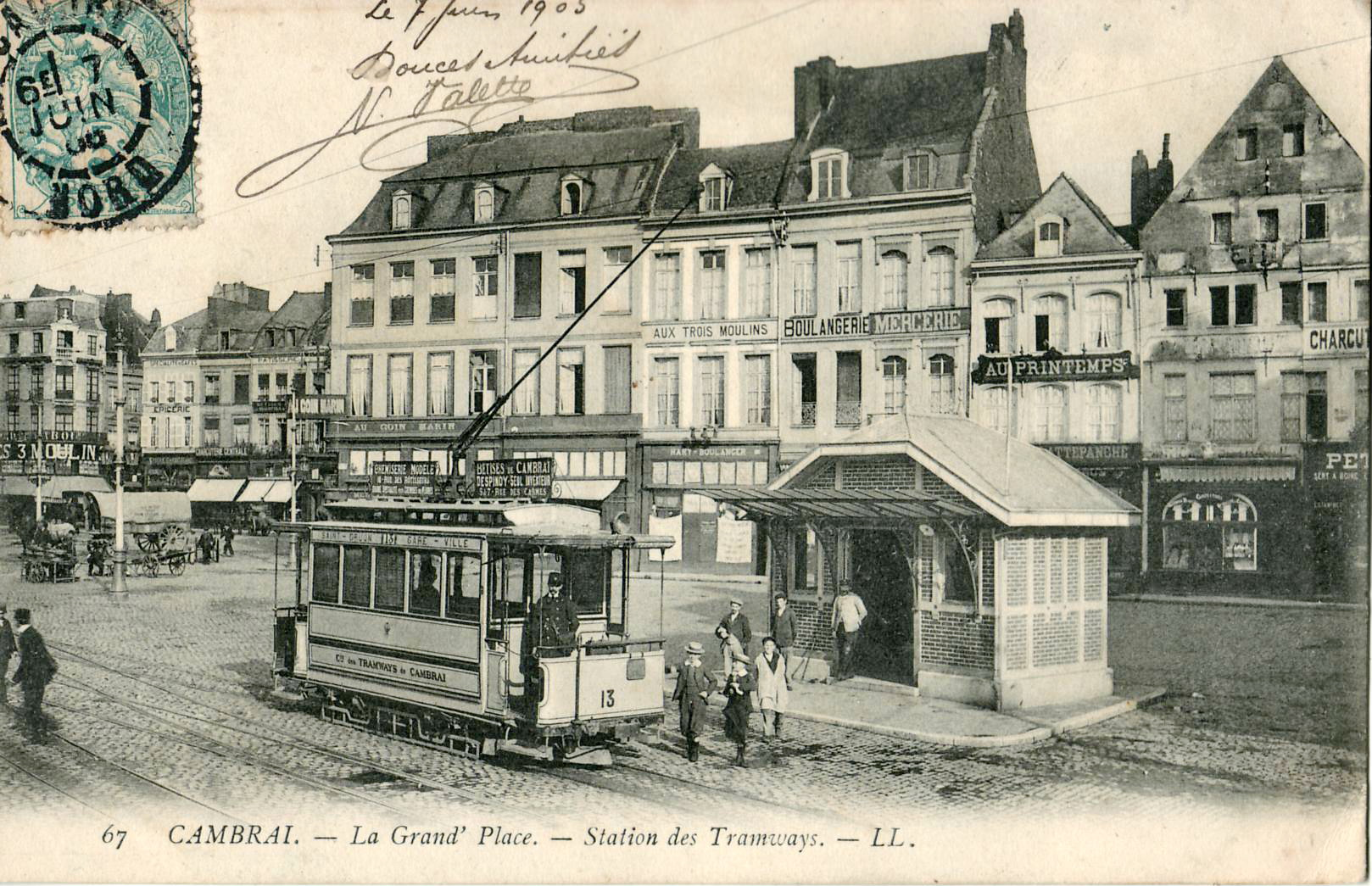
Il tramway nel 1905, nella piazza principale di Cambrai.

Dal 1897, con il completamento delle demolizioni delle fortificazioni della città, venne considerato anche per Cambrai la realizzazione di linee di tram elettrici, una soluzione veramente innovativa per l'epoca dal momento che l'uso dell'elettricità nei trasporti si era prospettata solo nel 1881 ed era giunta a Parigi solo nel 1895. Nel 1903 la rete di collegamenti venne ufficialmente aperta con un percorso totale di 16 km e cinque linee. Dopo la Prima guerra mondiale, le linea non venne riaperta né implementata, soppiantata da altri mezzi di comunicazione.
Dal 1933 l'agglomerato urbano di Cambrai è servito da una serie di bus con cinque linee urbane che sono gestite dalla CFC:
- A: Lussemburgo - stazioni di Cambrai - Escaudœuvres
- B: Neuville-Saint-Rémy - stazioni di Cambrai - ZAC Cambrai-South
- C: Les Martigues-Pyrénées - stazioni di Cambrai - Raillencourt-Sainte-Olle
- D: stazioni di Cambrai- Raillencourt-Sainte-Olle
- E: ZAC Cambrai-South - stazioni di Cambrai

Nel 2008, il perimetro del trasporto urbano (PTU) di Cambrai serviva 59 326 abitanti, qualificandosi come il più piccolo tra i dodici PTU presenti nella regione del Nord-Passo di Calais con circa 400000 km percorsi all'anno, corrispondenti a 740 000 viaggi.
La comunità di Cambrai è il centro organizzativo del trasporto urbano locale anche a livello di agglomerato.

## Amministrazione

### Sindaci
| nome                    | carica  | dal             | al            | partito                                  |
| ----------------------- | ------- | --------------- | ------------- | ---------------------------------------- |
| Raymond Gernez          | sindaco | 20 maggio 1945  | 20 marzo 1977 | SFIO poi PSF                             |
| Jacques Legendre        | sindaco | 20 marzo 1977   | ottobre 1992  | Raggruppamento per la Repubblica         |
| François-Xavier Villain | sindaco | 18 ottobre 1992 | in carica     | Raggruppamento per la Repubblica poi UDI |

### Gemellaggi
- Houma
- Chateaugay
- Kamp-Lintfort
- Esztergom
- Gravesend (Kent)